# Ría de Ribadesella-Ría de Tinamayor
Ría de Ribadesella-Ría de Tinamayor este o arie protejată (arie specială de conservare — SAC, sit de importanță comunitară — SCI, arie de protecție specială avifaunistică — SPA) din Spania întinsă pe o suprafață de 5.960,15 ha, integral pe uscat.

## Localizare
Centrul sitului Ría de Ribadesella-Ría de Tinamayor este situat la coordonatele 43°26′20″N 4°47′52″W / 43.4389°N 4.7977°V.

## Înființare
Situl Ría de Ribadesella-Ría de Tinamayor a fost declarat arie de protecție specială avifaunistică în ianuarie 2003 pentru a proteja 1 specie de plante și 83 de specii de animale. Alte tipuri de protecție:
- sit de importanță comunitară (în februarie 2004)
- arie specială de conservare (în decembrie 2014)[1][3][4]

## Biodiversitate
Situată în ecoregiunile atlantică și marină Atlantică, aria protejată conține 15 habitate naturale: Estuare, Bancuri de nisip acoperite în permanență slab de apă marină, Pășuni atlantice udate de apa mării (Glauco-Puccinellietalia maritimae), Fânețe de joasă altitudine (Alopecurus pratensis, Sanguisorba officinalis), Lande oro-mediteraneene cu formațiuni endemice de grozamă, Terase mlăștinoase și terase nisipoase neacoperite de apă la reflux, Păduri aluvionare cu Alnus glutinosa și Fraxinus excelsior (Alno-Padion, Alnion incanae, Salicion albae), Vegetație anuală la limita mareei, Pajiști umede atlantice temperate cu Erica ciliaris și Erica tetralix, Faleze cu vegetație de pe coastele atlantice și baltice, Matorral arborescenți cu Laurus nobilis, Dune mobile cu vegetație embrionară, Pajiști uscate seminaturale și facies de acoperire cu tufișuri pe substraturi calcaroase (Festuco-Brometalia) (* situri importante pentru orhidee), Pajiști uscate europene, Păduri de Quercus ilex și Quercus rotundifolia.
La baza desemnării sitului se află mai multe specii protejate:
- plante (1): Dryopteris corleyi
- păsări (67): lăcar mare (Acrocephalus arundinaceus), lăcar-de-lac (Acrocephalus scirpaceus), alca (Alca torda), pescăruș albastru (Alcedo atthis), rață sulițar (Anas acuta), rață lingurar (Anas clypeata), rață pitică (Anas crecca), rață fluierătoare (Anas penelope), rață mare (Anas platyrhynchos), rață pestriță (Anas strepera), gâscă cenușie (Anser anser), stârc cenușiu (Ardea cinerea), stârc roșu (Ardea purpurea), rață-cu-cap-castaniu (Aythya ferina), rața moțată (Aythya fuligula), buhai de baltă (Botaurus stellaris), buha (Bubo bubo), pasărea ogorului (Burhinus oedicnemus), caprimulg (Caprimulgus europaeus), chirighiță neagră (Chlidonias niger), erete de stuf (Circus aeruginosus), prepeliță (Coturnix coturnix), egretă mică (Egretta garzetta), presură de stuf (Emberiza schoeniclus), șoim de iarnă (Falco columbarius), șoim călător (Falco peregrinus), papagal de mare (Fratercula arctica), lișiță (Fulica atra), becațină comună (Gallinago gallinago), găinușă de baltă (Gallinula chloropus), cufundar mare (Gavia immer), pescăriță râzătoare (Gelochelidon nilotica), Hydrobates pelagicus, sfrâncioc roșiatic (Lanius collurio), Larus argentatus, pescăruș negricios (Larus fuscus), Larus marinus, pescăruș-cu-cap-negru (Larus melanocephalus), pescăruș râzător (Larus ridibundus), sitar de mal nordic (Limosa lapponica), gușă albastră (Luscinia svecica), gaia neagră (Milvus migrans), vultur egiptean (Neophron percnopterus), culic mare (Numenius arquata), stârc de noapte (Nycticorax nycticorax), vultur pescar (Pandion haliaetus), cormoran mare (Phalacrocorax carbo), bătăuș (Philomachus pugnax), lopătar (Platalea leucorodia), ploier auriu (Pluvialis apricaria), cresteț pestriț (Porzana porzana), Pyrrhocorax pyrrhocorax, cristei de baltă (Rallus aquaticus), sitar de pădure (Scolopax rusticola), chiră de baltă (Sterna hirundo), chiră de mare (Sterna sandvicensis), turturică (Streptopelia turtur), graur (Sturnus vulgaris), silvie de tufiș (Sylvia undata), corcodel mic (Tachybaptus ruficollis), fluierar de mlaștină (Tringa glareola), fluierar cu picioare verzi (Tringa nebularia), sturzul viilor (Turdus iliacus), sturz (Turdus pilaris), sturzul de vâsc (Turdus viscivorus), Uria aalge, nagâț (Vanellus vanellus)
- amfibieni (2): Chioglossa lusitanica, Discoglossus galganoi
- mamifere (8): liliac cârn (Barbastella barbastellus), vidră de râu (Lutra lutra), liliac cu aripi lungi (Miniopterus schreibersii), liliac comun (Myotis myotis), liliacul mediteranean cu potcoavă (Rhinolophus euryale), liliacul mare cu potcoavă (Rhinolophus ferrumequinum), liliacul mic cu potcoavă (Rhinolophus hipposideros), delfin mare (Tursiops truncatus)
- nevertebrate (2): Elona quimperiana, rădașcă (Lucanus cervus)
- pești (3): Alosa alosa, Petromyzon marinus, somonul (Salmo salar)
- reptile (1): Lacerta schreiberi

Pe lângă speciile protejate, pe teritoriul sitului au mai fost identificate 6 specii de plante, 1 specie de păsări, 2 specii de amfibieni, 1 specie de mamifere.